# Manuel Philes
Manuel Philes (Grieks: Μανουήλ Φιλῆς) (ca. 1270-1335) was een Grieks dichter uit de 14e eeuw.
Philes leefde voor het grootste deel van zijn leven onder het keizerschap van Andronikos II. Tijdens het bewind van deze keizer ging het Byzantijnse rijk er economisch en territoriaal op achteruit, maar kenden de kunsten en literatuur een bloei.
Philes was een van de meest vruchtbare dichters van de laat-Byzantijnse periode: zijn œuvre bedraagt naar schatting 25.000 verzen. Daarnaast was hij ook zeer veelzijdig als dichter: hij schreef onder andere gelegenheidsgedichten, didactische poëzie, ekphrasisgedichten en epigrammen, genres die sinds de 12e eeuw, het tijdperk van de Komnenen, zeer populair waren.
Philes schreef onder meer een omvangrijk leerdicht over dieren, gericht aan medekeizer Michaël IX, waarin hij het werk van Ailianos als voorbeeld neemt.

## Uigaven
Het enorme œuvre van Philes is nog niet volledig wetenschappelijk uitgegeven. De belangrijkste edities van zijn verzen zijn:
- Dübner, F., Lehrs, F.S.; Manuelis Philae versus iambici De Proprietate Animalium, in Poetae bucolici et didactici, Parijs, Didot, 1862
- Miller, E.; Manuelis Philae Carmina, vols. 1-2, Paris, 1855-1857
- Martini, E.; Manuelis Philae Carmina inedita, ed. -; Typis academicis, Napels, 1900
- Stickler, G., Manuel Philes und seine Psalmenmetaphrase, in Dissertationen der Universität Wien 229, Wenen, Verband der wissenschaftlichen Gesellschaften Österreichs, 1992
- Braounou-Pietsch, E.; Beseelte Bilder: Epigramme des Manuel Philes auf bildliche Darstellungen, Wenen, Österreichische Akademie der Wissenschaften, 2010
- Gioffreda, A., Mondini, U., Rhoby, A.; Die metrische Psalmenmetaphrase des Manuel Philes: Einleitung, Kritische Edition und Indices, Boston, De Gruyter, 2024